# Văn hóa Bảo Đôn
Văn hóa Bảo Đôn (giản thể: 宝墩文化; phồn thể: 寶墩文化; bính âm: Bǎodūn wénhuà) (2500 TCN-1750 TCN) là một nền văn hóa thời tiền sử tập trung tại đồng bằng Thành Đô thuộc Tứ Xuyên ngày nay. Các cuộc khai quật gần đây đã phát hiện được 6 khu định cư của nền văn hóa này: di chỉ đặc trưng Bảo Đôn nằm tại huyện Tân Tân, di chỉ Mang Thành ở Đô Giang Yển, di chỉ Ngư Phù ở Ôn Giang, di chỉ Tử Trúc ở Sùng Châu, di chỉ Song Hà ở Sùng Châu, di chỉ Cổ Thành ở Bì huyện. Di chỉ đặc trưng Bảo Đôn là lớn nhất, có diện tích khoảng 600.000 m². Toàn bộ các khu định cư nằm bên sông Dân. Tường bao của các khu định cư được bao bọc bằng đá cuội, một đặc điểm đơn nhất của văn hóa Bảo Đôn. Các đồ gốm thuộc văn hóa Bảo Đôn có một số điểm tương đồng với các đồ gốm tại di chỉ Tam Tinh Đôi.